# Černigov
Černigov (ukrajinsko Черні́гів – Černigiv, IPA: [tʃerˈn⁽ʲ⁾iɦiu̯] (), rusko Черни́гов – Černigov, IPA: [tɕɪrˈnʲiɡəf]; poljsko Czernihów, IPA: [t͡ʂɛrˈɲixuf]) je mesto in občina na severu Ukrajine, ki služi kot upravno središče Černigovske oblasti in Černigovskega rajona. Po oceni iz leta 2021 ima mesto okoli 285.234 prebivalcev. Mesto je med rusko invazijo na Ukrajino leta 2022 prejelo častni naziv »mesto herojev«.

## Geografija
Černigov leži na reki Desni 150 km severovzhodno od Kijeva.
Pred letom 2002 je bilo na tem območju Černigovsko letališče, med hladno vojno pa je bilo na tem območju letalsko oporišče Černigov.

## Zgodovina

### Etimologija
Ime Černigov (ali Černigiv ali Černikov) je sestavljeno ime, ki se začne s korenom »Černi/Černo«, ki v slovanščini pomeni »črno«. Raziskovalci različno razlagajo drugi del imena (»giv/gov«, »говъ«), čeprav strokovnjaki, kot je Martin Dimnik, profesor srednjeveške zgodovine na Univerzi v Torontu, Černigov povezujejo s čaščenjem »črnega boga« Črnoboga.

### Zgodnja zgodovina
Černigov je bil prvič omenjen (kot Черниговъ (Černigov)) v rusko-bizantinski pogodbi (907), vendar čas njegove ustanovitve ni znan. Artefakti iz hazarskega kagana, odkriti pri arheoloških izkopavanjih v tamkajšnji naselbini, kažejo, da je obstajal že vsaj v 9. stoletju. Proti koncu 10. stoletja je mesto verjetno imelo svoje vladarje. Tam so v 19. stoletju izkopali Črni grob, eno največjih in najzgodnejših gomilnih grobišč v Vzhodni Evropi.
Mesto je bilo drugo najbogatejše in najpomembnejše v južnem delu Kijevske Rusije. Od začetka 11. stoletja je bil sedež mogočne Velike kneževine Černigov, katere vladarji so se včasih borili za oblast s kijevskimi velikimi knezi, pogosto pa so jih tudi strmoglavili in si sami prisvojili glavni sedež v Kijevu.
Velika kneževina je bila največja v Kijevski Rusiji in je vključevala ne le severijska mesta, temveč tudi tako oddaljene regije, kot so Murom, Rjazan in Tmutarakan. Zlata doba Černigova, ko je število prebivalcev doseglo 25.000, je trajala do leta 1239, ko so mesto izropale horde Batu kana, nakar je sledilo dolgo obdobje relativne pozabe.
Območje je leta 1353 spadalo pod Veliko litovsko kneževino. Mesto je v letih 1482 in 1497 ponovno požgal krimski kan Mengli I. Geraj, v 15. do 17. stoletju pa je večkrat prešlo iz rok v roke Litve, Moskovske velike kneževine (1408–1420 in od 1503) in Republike obeh narodov (1618-1648), kjer je leta 1623 dobilo magdeburške pravice in leta 1635 postalo sedež Černigovskega vojvodstva v Malopoljski provinci.
Pomen območja se je ponovno povečal sredi 17. stoletja med in po vstajah Hmelnickega. V hetmanski državi je bil Černigov mesto namestitve Černigovskega kozaškega polka (takratne vojaške in teritorialne enote).

### Carska Rusija
Po andrusovskem premirju iz leta 1667 je bilo območje pravno podrejeno ruskemu carstvu, Černigov pa je ostal pomembno središče avtonomnega kozaškega hetmanata. Z ukinitvijo hetmanata je mesto postalo običajno upravno središče Ruskega imperija in prestolnica lokalnih upravnih enot. Območju je na splošno vladal generalni guverner, ki je bil imenovan iz Sankt Peterburga, carske prestolnice, Černigov pa je bil glavno mesto lokalnega namestništva (province) (od leta 1782), Malorosijske ali Maloruske (od leta 1797) in Černigovskega governorata (od leta 1808).
Po popisu iz leta 1897 je v mestu Černigov živelo 11.000 Judov od skupno 27.006 prebivalcev. Njihovi glavni poklici so bili industrijski in trgovski. Številne tobačne plantaže in sadovnjaki v soseski so bili v lasti Judov. V Černigovu je bilo 1321 judovskih obrtnikov, od tega 404 krojačev in šivilj, vendar je bilo povpraševanje po obrtniškem delu omejeno na mesto. V njem je bilo 69 judovskih dnevnih delavcev, ki so bili skoraj izključno furmanov. Le redki so bili zaposleni v tovarnah.

### Druga svetovna vojna
Med drugo svetovno vojno je Černigov od 9. septembra 1941 do 21. septembra 1943 zasedla nemška vojska. Nemci so v mestu upravljali nacistični zapor in bataljon za prisilno delo za Jude.

### Nedavna zgodovina
Kip Lenina na aveniji miru je bil 21. februarja 2014 podrt v okviru rušenja Leninovih kipov v Ukrajini.
Do 18. julija 2020 je bil Černigov opredeljen kot mesto področnega pomena in ni spadal v Černigovski rajon, čeprav je bil središče rajona. V okviru upravne reforme Ukrajine, ki je zmanjšala število rajonov Černigovske oblasti na pet, je bilo mesto združeno v Černigovski rajon.

#### Obleganje Černigova
24. februarja 2022, med rusko invazijo na Ukrajino leta 2022, so mesto po podatkih ruskega obrambnega ministrstva oblegale ruske oborožene sile, in sicer v prvi bitki po drugi svetovni vojni. 10. marca 2022 je župan Vladislav Atrošenko sporočil, da so ruske sile popolnoma obkolile mesto.
5. aprila 2022 je guverner Černigovske oblasti Vjačeslav Čaus izjavil, da je ruska vojska zapustila Černigovsko oblast, vendar je na številnih območjih namestila mine.

## Arhitektura
Arhitekturni spomeniki Černigova so del dveh najbolj cvetočih obdobij v zgodovini mesta – obdobja Kijevske Rusije (11. in 12. stoletje) in kozaškega hetmanata (konec 17. in začetek 18. stoletja).
Najstarejša cerkev v mestu in ena najstarejših cerkva v Ukrajini je petkotna katedrala Preobrazbe, ki jo je v začetku 30. let 10. stoletja naročil Mstislav Drzni, nekaj desetletij pozneje pa jo je dokončal njegov brat Jaroslav Modri. Katedrala svetega Borisa in Gleba iz sredine 12. stoletja je bila v naslednjih obdobjih precej prezidana, v 20. stoletju pa so jo obnovili v prvotni obliki. Zgrajena je prav tako iz opeke, ima eno kupolo in šest stebrov.

Krona dosežka černigovskih mojstrov je bila čudovita Pjatnicka cerkev, zgrajena na prelomu 12. in 13. stoletja. Ta elegantna stavba je bila v drugi svetovni vojni resno poškodovana; njeno prvotno srednjeveško podobo so obnovili po načrtu Petra Baranovskega.
- Zgradba polkovne kanclerije
- Katedrala Eletskega samostana je bila zgrajena po vzoru katedrale Pečerske lavre v Kijevu.
- Černigovska filharmonija
- Hotel Desna.
- Tarnovski muzej starin.

Najstarejše stanovanjske stavbe v središču mesta so iz konca 17. stoletja, ko je bil v mestu nameščen kozaški polk. Dve najbolj reprezentativni rezidenci sta Polkovnik Lizohub (90. leta 16. stoletja) in Polkovnik Polubutok (18. stoletje). V nekdanjem dvorcu, znanem kot hiša Mazepa, je bila nekoč pisarna polka. Ena izmed najbolj bogato okrašenih kozaških zgradb je nedvomno cerkveni kolegij, ki ga krasi zvonik (1702). V bližini je bila v osemdesetih letih 17. stoletja zgrajena nadškofova rezidenca. Cerkev svete Katarine (1715) s petimi pozlačenimi hruškastimi kupolami, ki so tradicionalne za ukrajinsko arhitekturo, naj bi bila namenjena spominu na podvige polka med nevihto v Azovu leta 1696.

### Samostani
Černigov je v najtežjih obdobjih svoje zgodovine ohranil cerkveni pomen kot sedež škofije ali nadškofije. Na obrobju sodobnega mesta sta dva starodavna jamska samostana, v katerih so nekoč prebivali škofje.
Jame Eletskega samostana naj bi bile starejše od jam Kijevsko-Pečerske lavre (Kijevski samostan z jamami). Veličastna katedrala s šestimi stebri je bila zgrajena na prelomu iz 11. v 12. stoletje, v notranjosti pa so še vedno vidni nekateri sledovi 750 let starih fresk. Ko so se kupole leta 1611 porušile, so jih povečali in obnovili v ukrajinskem baročnem slogu. Obzidje, meniške celice in zvonik so iz 17. stoletja.

Bližnja hiša matere predstojnice naj bi bila najstarejša stanovanjska stavba na levem bregu Ukrajine. Najsvetejša ikona samostana je bila ikona Marije Božje matere, ki se je 6. februarja 1060 razodela Svjatoslavu Černigovskemu. Ikono, imenovano Eleckaja po jelovem lesu, na katerem je bila naslikana, so Svjatoslavovi potomci, družina Barjatinskij, leta 1579 prenesli v Moskvo.
- Katedrala Preobrazbe odrešenika v Černigovu (1030. leta 20. stoletja).
- Pjatnicka cerkev svete Paraskevije (ok. 1201, obnovljena po drugi svetovni vojni).
- Borisoglebska katedrala (1120. leta)
- Černigovski kolegij (1700s)
- Cerkev svete Katarine (1715. leta)

V bližini spomenika Černigojeve slave se nahajajo jame svetega Antona, svetega Elija in Svete Trojice z majhno istoimensko cerkvijo, ki je bila zgrajena pred 800 leti. Prostorna katedrala Svete Trojice, eden najimenitnejših spomenikov kozaškega baroka, je bila zgrajena med letoma 1679 in 1689. Njen refektorij s pripadajočo cerkvijo darovanja v templju je bil dokončan leta 1679. Tu so tudi stolpiči iz 17. stoletja, meniške celice in petnadstropni zvonik iz 80. let 17. stoletja.
V okolici Černigova sta še zgodovinski opatiji v Kozelecu in Hustinji, ki sta odlična primera ukrajinskega baroka.

## Gospodarstvo

### Industrija
Cheksil, eno največjih podjetij v ukrajinski tekstilni industriji, ima sedež v Černigovu. Prva faza elektrarne je začela obratovati leta 1963. V mestu je tudi tovarna glasbil Černigov, ki je bila ustanovljena leta 1933. Leta 1995 je Jurij Sinica ustanovil podjetje COLLAR Company, ki proizvaja izdelke za živali.

## Izobrazba
V Černigovu se nahajajo Nacionalna univerza za tehnologijo v Černigovu, Černigovska Tehnološka univerza in Nacionalna univerza Taras Ševčenko »Černigovski kolidž«.

## Prevoz

### Vlak
Černigov ima železniško postajo z avtobusno postajo, imenovano železnica Černigov Ovruč. Ozkotirna železnica z dolžino 76 vrst je bila speljana od postaje Kruti moskovske železnice Kijev-Voronež proti Černigovu. Leta 1893 so na levem bregu reke Desne, na območju sodobnega avtomobilskega mostu, ob kijevski avtocesti zgradili železniško postajo. Potnike so iz mesta in nazaj vozili s konjskim prevozom.
Leta 1925 je bil odprt promet na odseku jugozahodne železnice od Nižina do Černigova. Vendar je bil železniški promet v Černigovu odložen do leta 1928. Most čez reko Desno še ni bil pripravljen, zato so vlaki še vedno prihajali po levem bregu, kjer je bila stara postaja ozkotirne železnice, potniki pa so v Černigov prišli po cestnem mostu. Po podatkih iz leta 2006 je obseg tovornega prometa 84.737 vagonov na leto. Vsako leto prepelje več kot 4,5 milijona potnikov.
Vendar stanje voznega parka in kakovost storitev ne ustrezata sodobnim zahtevam. Po uvedbi novega voznega reda vlakov za visoke hitrosti so bili ukinjeni vlečni vagoni vlaka Černigov – Odesa 93/94. Od leta 2015 skozi Černigov vozijo redni vlaki iz Minska v Odeso in iz Sankt Peterburga v Kijev in Harkov, obstajajo pa tudi neposredne povezave z Moskvo. Vlaki na Krim (Simferopol, Feodosija) so bili ukinjeni 27. decembra 2014.

### Zračni prevoz
Območje je oskrbovalo letališče Černigov Šestovica, med hladno vojno pa je bilo na njem letalsko oporišče Černigov. Bližnje letališče je v Kijevu na letališču Borispil, ki je oddaljeno 1431 kilometrov, in manjše letališče Žuljanij v občinski lasti, ki je oddaljeno 158,7 km na južnem obrobju mesta Kijev.

## Reke

### Desna
Mesto Černigov prečka reka Desna, ki je reka v Rusiji in Ukrajini, glavni levi pritok reke Dneper. »Desna« v starovzhodnoslovanskem jeziku pomeni »desna roka«. Njena dolžina je 1130 km, porečje pa obsega 88. 900 km2.
V Ukrajini je reka široka od 60 do 250 m, njena povprečna globina pa je 3 m. Povprečni letni odtok na ustju je 360 m3/s. Reka zamrzne od začetka decembra do začetka aprila in je plovna od Novgorod-Siverskija do njenega ustja, približno 535 km.

### Snov
Černigov ima tudi reko Snov v Brjanski oblasti v Rusiji in Černigovski oblasti v Ukrajini, desni pritok reke Desne (porečje Dnepra). Dolžina reke je 253 km. Površina njenega porečja je 8.700  km2. Snov zamrzne od novembra do konca januarja in ostane zamrznjena do marca in začetka aprila. Del reke tvori mejo med Rusijo in Ukrajino.
Po ruskih kronikah je leta 1068 ob reki Snov prišlo do bitke med černigovskim vojvodo Svjatoslavom Jaroslavičem in Kumani pod vodstvom vojvode Šarukana.

## Galerija
- Cerkev svete Katarine
- Cerkev nadangela Mihaela
- Park Ditinec
- Boldina Gora
- Trg Krasna in gledališče Ševčenko
- Spomenik hetmanu Mazepi, Genadij Jeršov
- Operno in dramsko gledališče, ki ga je zasnoval Semjon Fridlin
- Cerkev vseh svetih
- Kino Ščors
- Hotel Desna
- Mestni svet
- Nadškofova rezidenca
- Regionalni umetniški muzej v Černigovu
- Muzej Mihajlo Kocjubinskij
- Tarnovski muzej starin
- Cerkev svetega Mihaela in svetega Fedora v Černigovu
- Rdeči most
- Stare in moderne zgradbe
- Osrednja pošta
- Železnica Černigov Ovruč
- Spomenik vojakom osvoboditeljem
- Nov stanovanjski blok
- Mestna bolnišnica
- Černigovska filharmonija
- Poročna palača
- Reka Desna
- Reka Snov
- Černigov (U310)
- Korolenko Černigov Regionalna univerzalna znanstvena knjižnica
- Černigivska

## Mednarodni odnosi

### Pobratena mesta
- Gomel, Belorusija
- Memmingen, Bavarska, Nemčija od 2009
- Tarnobrzeg, Polska[23] (od 2008)
- Petah Tikva, Izrael
- Gabrovo, Bolgarija
- Hradec Králové, Češka
- Ogre, Latvija
- Prilep, Severna Makedonija